# Еміль Флуран
Еміль Флуран (фр. Émile Flourens; 27 квітня 1841, Париж — 7 січня 1920) — син фізіолога Марі-Жана-П'єра Флурана, французький політичний діяч та міністр закордонних справ Франції.

## Біографія
Був адвокатом у Парижі. Належав до республіканської партії, але помітної політичної ролі не грав ні за Імперії, ні в перше десятиліття Республіки.
У 1879 році призначений директором в міністерстві культів і зберіг цей пост при всіх міністерствах до 1885 року, за винятком короткої перерви при Гамбетті. Брав діяльну участь у виробленні заходів проти єзуїтів та католицького духовенства.
У грудні 1886 року отримав посаду міністра закордонних справ у кабінеті Гобле, незважаючи на те, що не був ні депутатом, ні сенатором; зберіг його в кабінетах Рув'є та Тірара і вийшов у відставку з останнім у квітні 1888 року.
Депутатом його обрано лише на додаткових виборах у лютому 1888 року та переобрано на загальних виборах 1889 року, потім 1893 року. На посаді міністра закордонних справ він підготував союз із Росією. У кабінеті Гобле він знаходився постійно у гострих стосунках із військовим міністром генералом Буланже. Під час інциденту Шнебеле (французького поліцейського, заочно засудженого в Німеччині за шпигунство, потім залученого на німецьку територію і там заарештованого), яким Буланже хотів скористатися для оголошення війни Німеччини, Флуран наполіг на не відправленні приготовлених Буланже ультиматуму Німеччини і письма російському імператору, та домігся до мирного визволення Шнебеле. Під час міністерства Тіра Флуран примирив Флоке з російським урядом. Ні в кабінет Флоці, ні в якійсь із наступних Флуран більше не входив; виступав у палаті переважно з питань іноземної політики, але не часто; підтримував усі помірні міністерства, але помітної ролі більше не грав.
На виборах 1898 року забалотований і з того часу зійшов із політичної сцени.